# Solobkiwzi
Solobkiwzi (ukrainisch Солобківці; russisch Солобковцы/Solobkowzy; polnisch Sołodkowce) ist ein Dorf in der ukrainischen Oblast Chmelnyzkyj mit etwa 2200 Einwohnern (2004).

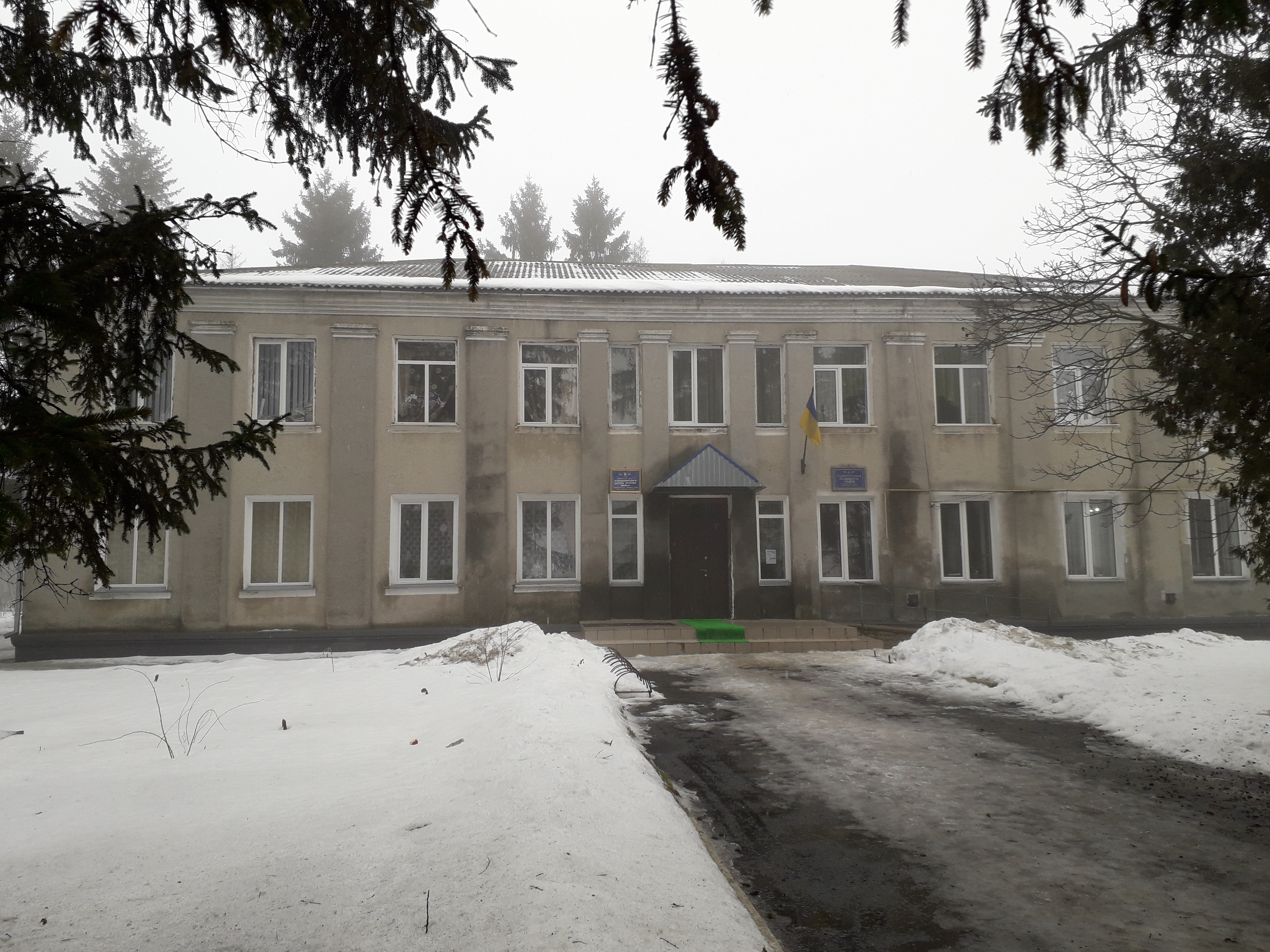
Gebäude im Ort

Das 1493 gegründete Dorf am Flüsschen Uschka (Ушка) liegt an der Fernstraße N 03 und der Territorialstraße T–23–15. Die Oblasthauptstadt Chmelnyzkyj befindet sich 43 km nördlich und das ehemalige Rajonzentrum Jarmolynzi 15 km nördlich von Solobkiwzi.

## Verwaltungsgliederung
Am 8. Juni 2017 wurde das Dorf zum Zentrum der neugegründeten Landgemeinde Solobkiwzi (Солобковецька сільська громада/Solobkowezka silska hromada). Zu dieser zählten auch die 7 in der untenstehenden Tabelle aufgelisteten Dörfer, bis dahin bildete es die gleichnamige Landratsgemeinde Solobkiwzi (Солобковецька сільська рада/Solobkowezka silska rada) im Süden des Rajons Jarmolynzi.
Am 12. Juni 2020 kamen noch die 2 Dörfer Andrijiwka und Tarassiwka zum Gemeindegebiet.
Am 17. Juli 2020 kam es im Zuge einer großen Rajonsreform zum Anschluss des Rajonsgebietes an den Rajon Chmelnyzkyj.
Folgende Orte sind neben dem Hauptort Solobkiwzi Teil der Gemeinde:
| Name                     | Name                  | Name                                           |
| ukrainisch transkribiert | ukrainisch            | russisch                                       |
| ------------------------ | --------------------- | ---------------------------------------------- |
| Andrijiwka               | Андріївка             | Андреевка (Andrejewka)                         |
| Hluschkiwzi              | Глушківці             | Глушковцы (Gluschkowzy)                        |
| Hluschkowezke            | Глушковецьке          | Глушковецкое (Gluschkowezkoje)                 |
| Kornatschiwka            | Корначівка            | Корначовка (Kornatschowka)                     |
| Majdan-Morosiwskyj       | Майдан-Морозівський   | Майдан-Морозовский (Maidan-Morosowski)         |
| Proskuriwka              | Проскурівка           | Проскуровка (Proskurowka)                      |
| Slobidka-Hluschkowezka   | Слобідка-Глушковецька | Слободка-Глушковецкая (Slobodka-Gluschkowezka) |
| Strichiwzi               | Стріхівці             | Стреховцы (Strechowzy)                         |
| Tarassiwka               | Тарасівка             | Тарасовка (Tarassowka)                         |

## Persönlichkeiten
- Esther Segal (1895–1974), kanadische Schriftstellerin des Jiddischen
- Jacob Isaac Segal (1896–1954), kanadischer Schriftsteller des Jiddischen